# Akasaka

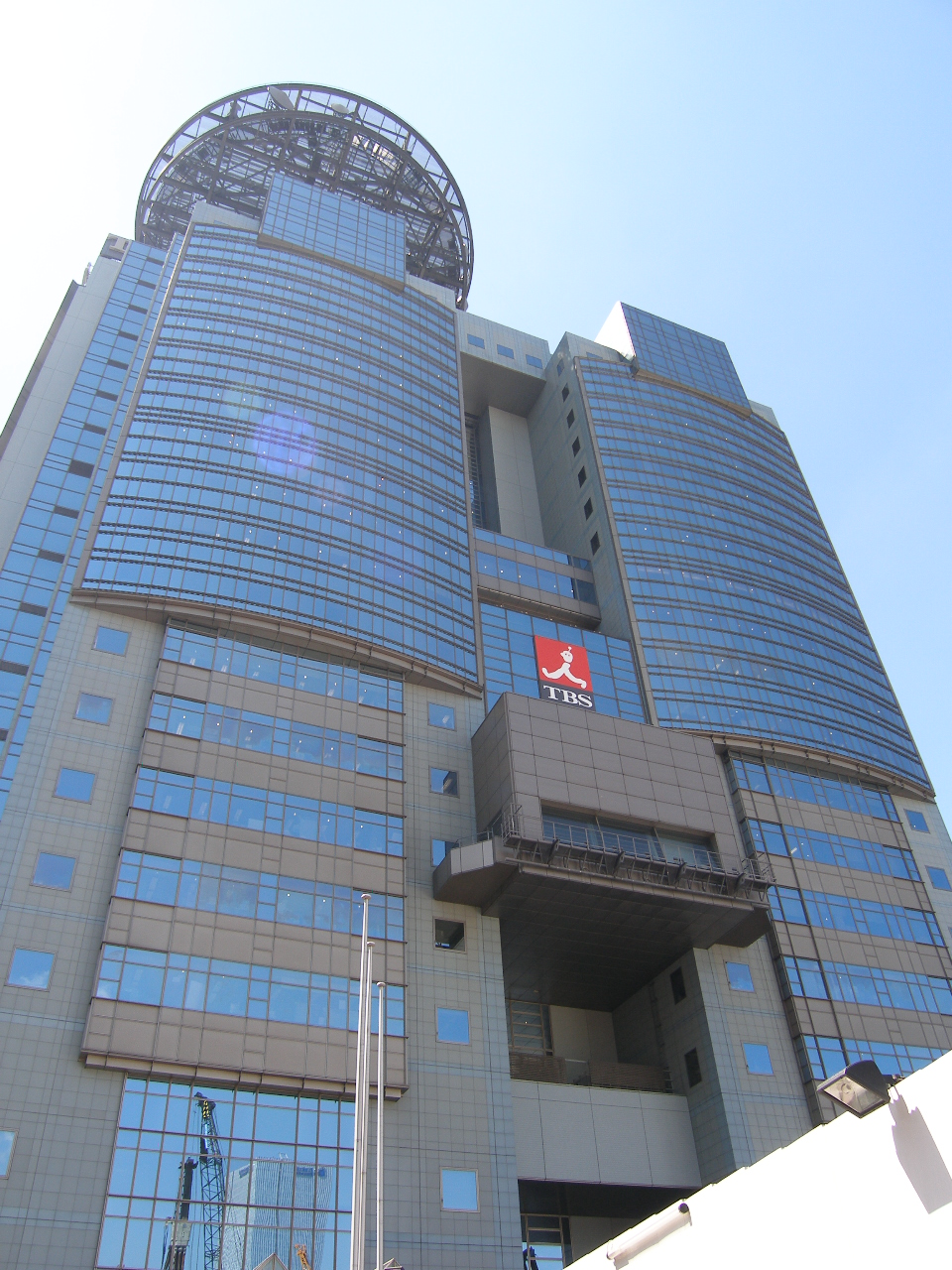
Die Zentrale des Fernsehsenders TBS

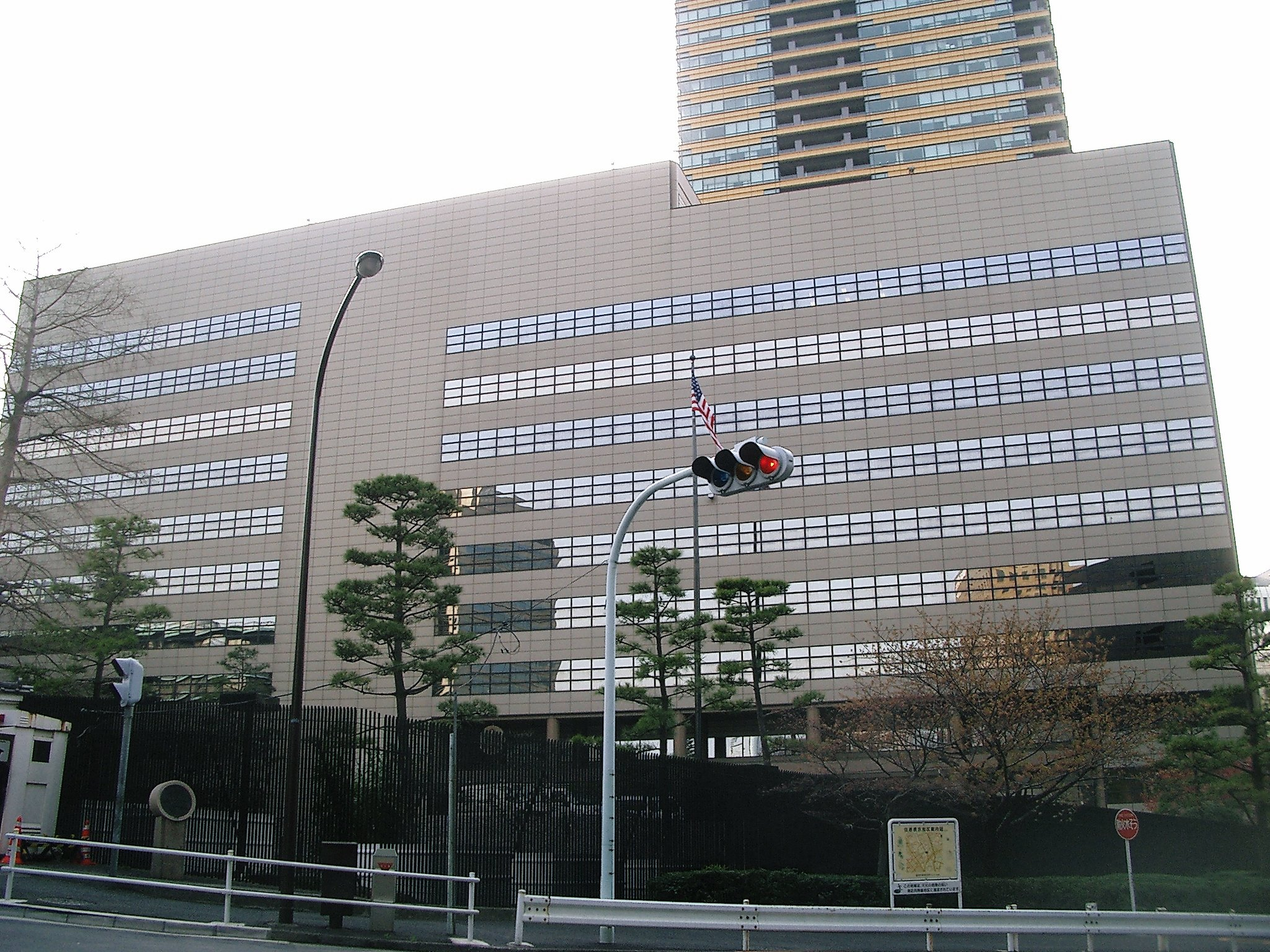
Die Botschaft der Vereinigten Staaten

Akasaka (jap. 赤坂; wörtlich „roter Hang“) ist ein Stadtteil der japanischen Hauptstadt Tokio. Er befindet sich im von Bürogebäuden und öffentlichen Einrichtungen dominierten innerstädtischen Bereich südwestlich der kaiserlichen Residenz und des Regierungsviertels Nagatachō. Nach der Volkszählung des Jahres 2005 betrug die Einwohnerzahl in den neun Vierteln (chōme) Akasakas 10.042, während die Bevölkerungszahl tagsüber bei 97.180 lag.
Akasaka liegt im Bezirk Minato der Hauptstadtpräfektur Tokio. Seine Fläche von über 1,3 km² wird im Osten vom Sotobori-dōri, im Norden vom Aoyama-dōri begrenzt. Nördlich davon liegt Moto-Akasaka („Alt-Akasaka“) mit dem Akasaka-goyōchi, einem kaiserlichen Gelände mit der Residenz des Kronprinzen, und dem Geihinkan (auch Akasaka-Palast), der Residenz für Staatsgäste. Im Westen grenzt Akasaka an Aoyama, im Süden und Südosten an Roppongi.
Ab 1878 war Akasaka ein eigener Stadtbezirk (-ku) der alten Präfektur Tokio und ab 1889 der Stadt Tokio. 1947 wurde er mit Azabu und Shiba zum Bezirk Minato vereinigt. Zusammen mit den Stadtteilen Moto-Akasaka und Aoyama bildet Akasaka ein Gebiet mit einem gemeinsamen Zweigbüro der Bezirksverwaltung Minato (赤坂地区総合支所, Akasaka-chiku sōgō-shisho).
In der zweiten Phase der Shōwa-Zeit nach dem Zweiten Weltkrieg siedelten sich in Akasaka-Mitsuke an der Grenze zu Nagatachō rund um das 1982 niedergebrannte Hotel New Japan Nachtklubs („New Latin Quarter“, „Copacabana“, „Mikado“) und Bars an. Teile von Akasaka gelten bis heute als Hochburg des Sumiyoshi-kai (住吉会), der zweitgrößten Yakuza-Gruppe, die hier auch ihren Hauptsitz hat. Der übrige Stadtteil wird überwiegend von Unternehmenszentralen, Hotels und öffentlichen Gebäuden dominiert. Hier befinden sich unter anderem mehrere Botschaften, darunter die der Vereinigten Staaten, Tokyo Midtown, ein Hochhauskomplex auf dem Gebiet der ehemaligen Verteidigungsbehörde, das Konzerthaus Suntory Hall und der Hikawa-Schrein aus dem 18. Jahrhundert.
Unter den Hauptstraßen an den Grenzen von Akasaka verlaufen mehrere Linien der U-Bahn Tokio, durch den Stadtteil führt die Chiyoda-Linie mit Halt am Bahnhof Akasaka. Im Süden verläuft über dem Roppongi-dōri der Innere Ring (shinkanjō-sen) der Shuto-Autobahnen. Die Postleitzahl von Akasaka ist 107-0052.